# Scaglione (araldica)

Scaglione

Scaglione è un termine utilizzato in araldica per indicare una pezza onorevole, composta di una sbarra e di una banda che si uniscono ad angolo, verso il capo.
Molti araldisti utilizzano il termine capriolo. Quando è ridotto ad un quarto della sua larghezza normale si usa il termine scaglionetto che taluni sostituiscono con il francese estaie.

## Origine
L'origine di questa pezza è incerta e viene spesso fatta risalire alla fascia modificata per simboleggiare una possibile ascesa a più alti destini. In molte armi antiche era segno di nobiltà concessa e, talora, venivano inseriti tanti scaglioni per quanti erano i titoli di nobiltà via via acquisiti. Una versione moderna di questo principio è rappresentata dai gradi militari dei sergenti che, nella maggior parte delle forze armate, sono costituiti proprio da uno o più scaglioni, sia nella forma normale con la punta in alto che in quella rovesciata con la punta in basso.

## Scaglione accompagnato o caricato di tre figure uguali
Frequentemente lo scaglione è accompagnato da tre figure uguali che, in tal caso, vengono poste simmetricamente due nei cantoni destro e sinistro del capo ed una nella punta.
Quando è caricato da tre figure uguali, queste sono, di norma, poste una nel vertice e le altre nei due lati dello scaglione.

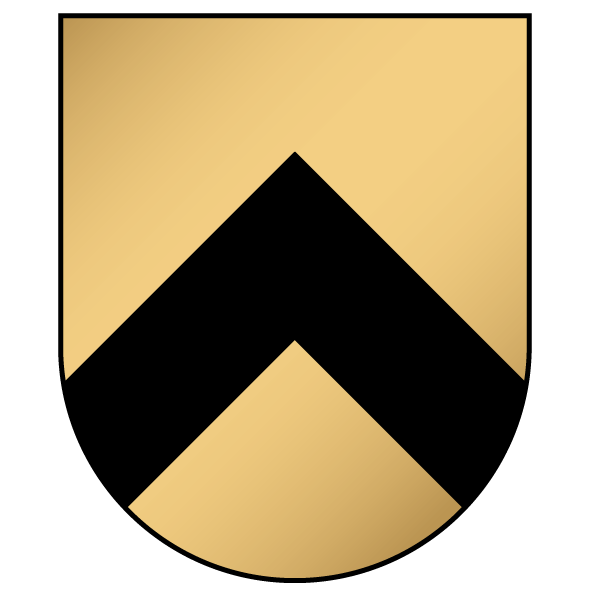
D'oro allo scaglione di nero
Scaglione d'argento accompagnato da tre bisanti d'oro (Villars-le-Terroir, Svizzera)
Scaglione abbassato di rosso
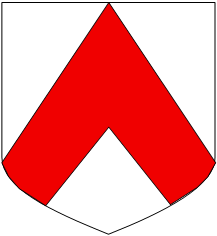
D'argento, allo scaglione alzato di rosso
Di rosso, allo scaglione alzato d'oro
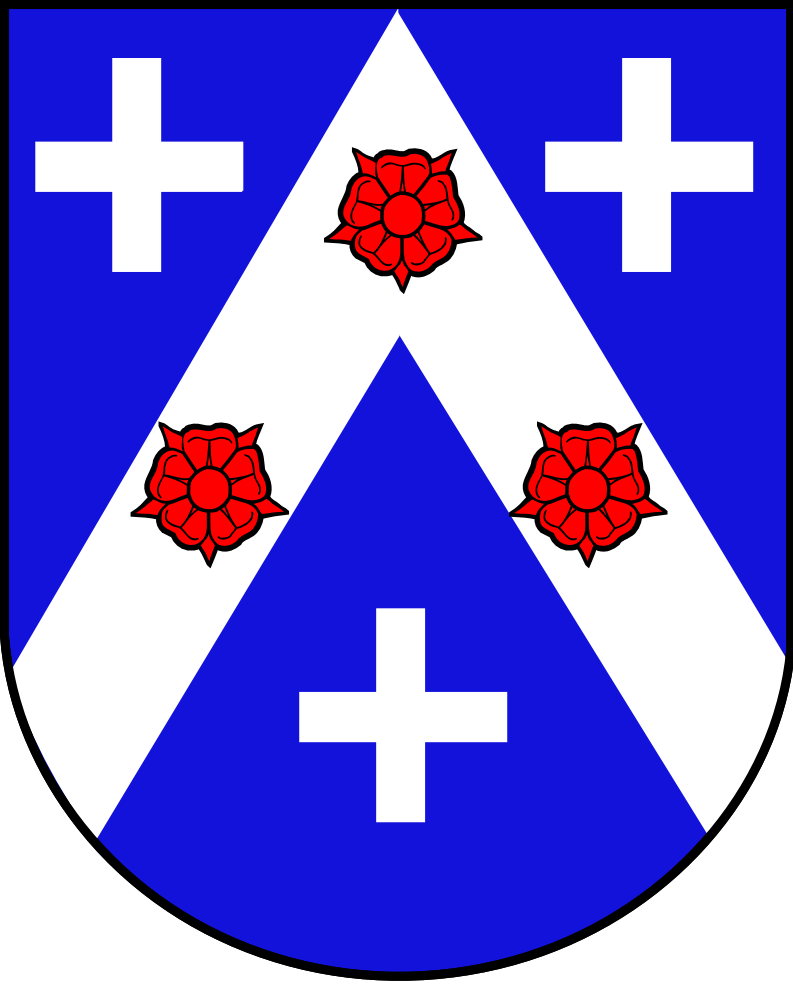
Scaglione alzato accompagnato da tre crocette e caricato di tre rose (Vaumarcus, Svizzera)
Partito di nero e d'argento, allo scaglione alzato ondato dell'uno all'altro (Gündlischwand, Svizzera)
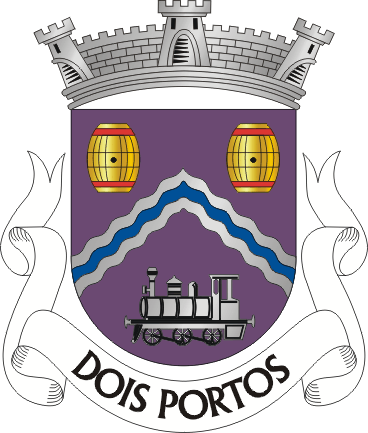
Scaglione ondato caricato di un altro scaglionetto ondato (Dois Portos, freguesia di Torres Vedras, Portogallo)
Scaglione alzato (Lennik, Belgio)
Scaglione alzato (Udine)
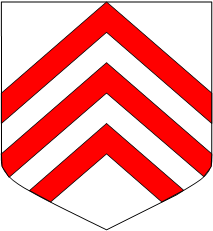
D'argento, a tre scaglionetti di rosso
D'azzurro, allo scaglione troncato d'oro (Magnanville, Francia)
Scaglione piegato d'argento (Achen, Francia)
Scaglione piegato alzato d'argento (Lamboing, Svizzera)
Scaglione curvato di rosso (Steinkirchen, Germania)
Scaglione rovesciato abbassato d'argento (Casaccia, Svizzera)
Di verde, allo scaglione mancante d'argento (Montgaillard, Francia)
D'oro, allo scaglione rotto di rosso (Brézilhac, Francia)
Scaglione d'oro (Cengio)

## Varianti
- Scaglione abbassato: quando è posto più in basso della sua posizione ordinaria;
- Scaglione alzato: il vertice tocca il lato superiore dello scudo e le estremità toccano il centro dei fianchi dello scudo;
- Scaglione in sbarra: i due bracci partono dalle estremità inferiore e superiore del lato destro dello scudo e si incontrano nel cuore (fr: chevron couché; en: chevron issuing from flank (dexter); de: linksparren; es: cabria echado; nl: liggende Keper); secondo alcuni araldisti il vertice tocca il centro del fianco sinistro dello scudo;
- Scaglione in banda: i due bracci partono dalle estremità inferiore e superiore del lato sinistro dello scudo e si incontrano nel cuore; secondo alcuni araldisti il vertice tocca il centro del fianco destro dello scudo;
- Scaglione mancante: uno dei due bracci presenta un'interruzione (fr: chevron rompu; en: chevron disjointed; de: zerspalten Sparren; es: cabria fallida; nl: verbroken Keper)
- Scaglione piegato: i due bracci sono curvati verso il basso (fr: chevron ployé; en: chevron embowed; de: eingebogen Sparren; es: cabria curva; nl: gebogen Keper);
- Scaglione troncato: il vertice dello scaglione è troncato (fr: chevron écimé; en: chevron couped in chief; de: giebellos Sparren; es: cabria desmochado; nl: met afgesneden top Keper);
- Scaglione rotto: i due bracci si toccano solo in un punto (fr: chevron brisé; de: kanten Sparren; es: cabria rota o cabria fallida; nl: gebroken Keper);
- Scaglione rovesciato: è in posizione inversa, cioè con il vertice in basso ed i bracci in alto; in alcuni casi è un simbolo di brisura;
- Capo-scaglione: è l'unione di uno scaglione e un capo aventi lo stesso smalto.